# پیر گارسیا
پیر گارسیا (انگلیسی: Pierre Garcia؛ زادهٔ ۲۷ ژوئیهٔ ۱۹۴۳) بازیکن فوتبال اهل فرانسه است.
از باشگاه‌هایی که در آن بازی کرده‌است می‌توان به باشگاه فوتبال رن اشاره کرد.